# Benedict Gyula
Benedict Gyula, vezetékneve Benedikt formában is előfordul (1876. – Tolnanémedi, 1934. december 23.) zsidó származású magyar építész.

## Élete

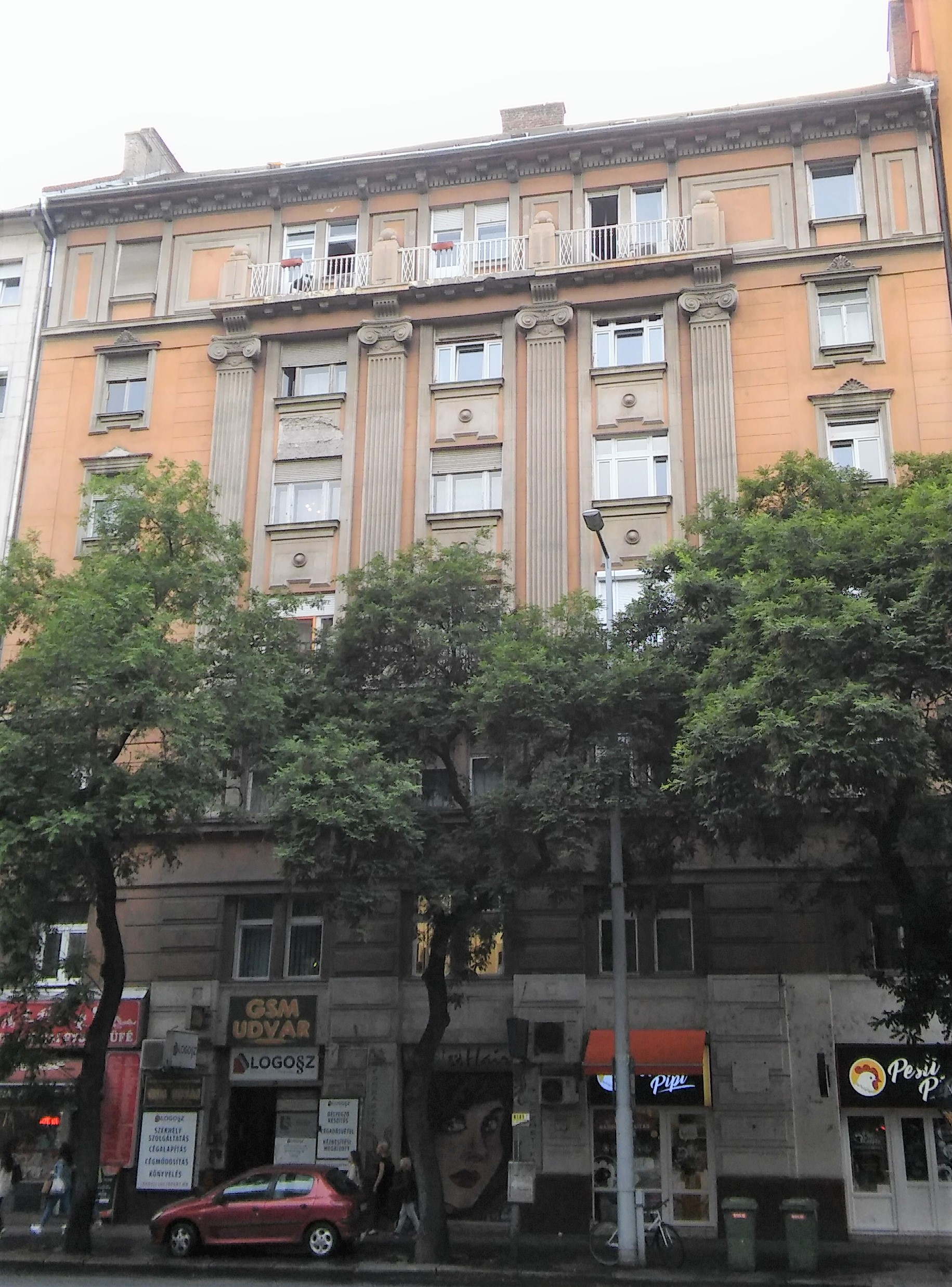
Váci út 16.

Benedict Izrael és Reitter Netti fia. Élete nagy részében Nagy Izsóval közösen tervezett épületeket. Ezek felsorolását lásd: Nagy Izsó#Ismert épületei
Önálló munkái is ismertek:
- 1922–1923: Pick-ház, Budapest, Maros u. 32.[4]
- 1927: Götzel-bérház, Budapest, Váci út 16.[6]

1934-ben hunyt el hirtelen 58 éves korában. A Kozma utcai izraelita temetőben helyezték nyugalomra.

## Egyéb hivatkozások
- Bolla Zoltán: Újlipótváros építészete 1861–1945. Budapest: Ariton Kft. 2019.  ISBN 9786150058528